# Preddvor
Die  Ortschaft Preddvor (deutsch: Höflein) ist Hauptort und Verwaltungssitz der Gemeinde Preddvor in der historischen Landschaft Oberkrain, Region Gorenjska in Slowenien.

## Lage
Der Ort Preddvor liegt am Fuße des Berges Storžič (2132 m) an der Kokra (deutsch Kanker), gut fünf Kilometer nördlich von Kranj.

## Geschichte
Im Umkreis existieren fünf geschichtsträchtige Bauwerke: 
- Schloss Turn pod novim gradom (Thurn unter Neuburg), wo die erste slowenische Schriftstellerin Josipina Urbančič - Turnograjska im Jahre 1833 geboren wurde und bis zu ihrer Hochzeit im Jahr 1853 lebte,
- Schloss Preddvor (Höflein),
- Schloss Hrib (Obergörtschach) und
- die Ruinen des Schlosses von Novi grad (Obererckenstein).[3]

Bis zum Ende des Habsburgerreichs gehörte Preddvor zum Kronland Krain und war Teil des Gerichtsbezirks Krainburg bzw. des Bezirks Krainburg.

### Massengrab von Preddvor
In Preddvor befindet sich ein Massengrab aus dem Zweiten Weltkrieg. 
- Das Massengrab bei der Villa Danica (slowenisch: Grobišče pri vili Danica) befindet sich zwischen Schloss Höflein (Grad Dvor) und dem Črnava-See. Bei Ausgrabungsarbeiten im Jahr 1970 wurden hier menschliche Überreste ausgegraben.[4]